# Henchmen (film)
Henchman é un film d'animazione canadese del 2018 diretto da Adam Wood. 

## Trama
Quando il mondo é minacciato da un supercriminale malvagio di nome Blackout, Lester e il suo mentore Hank uniscono le forze per fermarlo.